# Licenciado Jesús Terán
Licenciado Jesús Terán är en ort i Mexiko.   Den ligger i kommunen El Llano och delstaten Aguascalientes, i den centrala delen av landet, 400 km nordväst om huvudstaden Mexico City. Licenciado Jesús Terán ligger 2 035 meter över havet och antalet invånare är 783.
Terrängen runt Licenciado Jesús Terán är en högslätt. Runt Licenciado Jesús Terán är det tätbefolkat, med 459 invånare per kvadratkilometer. Närmaste större samhälle är Palo Alto, 12,2 km sydost om Licenciado Jesús Terán. Trakten runt Licenciado Jesús Terán består till största delen av jordbruksmark.